# Astrocianite-(Ce)
L'astrocianite-(Ce) è un minerale.